# 알레스터
《알레스터》는 컴파일이 제작한 진행형 슈팅 게임 시리즈이다. 1988년 세가 마스터 시스템으로 개발된 《알레스터》로 시작했으며 1993년까지 아홉 작품이 제작됐다. 2020년 M2가 개발한 시리즈 합본 《알레스터 컬렉션》에 수록된 신작 《GG 알레스터 3》를 시작으로 제작이 재개됐다.

## 게임

### 컴파일 제작
- 《알레스터》 (1988)
- 《알레스터 2》 (1989)
- 《알레스터 외전》 (1989)
- 《무사 알레스터》 (1990)
- 《GG 알레스터》 (1991)
- 《슈퍼 알레스터》 (1992)
- 《전인 알레스터》 (1992)
- 《GG 알레스터 II》 (1993)
- 《파워 스트라이크 II》 (1993)

### M2 제작
- 《GG 알레스터 3》 (2020)
- 《알레스터 컬렉션》 (2020)
- 《전인 알레스터》 (2021)
- 《알레스터 브랜치》 (발매 예정)

## 같이 보기
- 알레스터 (비디오 게임)

## 참조

### 내용주
1. ↑  영어: Aleste, 일본어: アレスタ